# Чермак, Алеш
А́леш Че́рмак (чеш. Aleš Čermák; род. 1 октября 1994[…], Прага) — чешский футболист, полузащитник клуба «Богемианс 1905».

## Клубная карьера
Чермак начал профессиональную карьеру в пражской «Спарте». 12 мая 2013 года в матче против «Млады-Болеслав» он дебютировал в Гамбринус лиге. Из-за высокой конкуренции он на правах аренды был отдан в аренду в клуб Второй лиги Чехии «Локо Влтавин». Летом 2014 года Алеш во второй раз был отдан в аренду. Его новой командой стала «Градец-Кралове». 10 августа в матче против «Млады-Болеслав» он дебютировал за новый клуб. Через неделю в поединке против «Ческе-Будеёвице» Чермак забил свой первый гол за «Градец-Кралове».
Летом 2015 года Алеш на правах аренды присоединился к «Младе-Болеслав». 26 июля в матче против «Слована» из Либерца он дебютировал за новую команду. 2 августа в поединке против «Зброёвки» Чермак забил свой первый гол за «Младу-Болеслав». По итогам сезона Алеш стал обладателем Кубка Чехии.
Летом 2016 году он вернулся в «Спарту». 19 февраля 2017 года в матче против «Богемианс 1905» Чермак забил свой первый гол за столичную команду. Летом того же года Алеш перешёл в «Викторию Пльзень». 12 августа в матче против «Сигмы» он дебютировал за новый клуб. 21 апреля 2018 года в поединке против «Зброёвки» Алеш сделал хет-трик, забив свои первые голы за «Викторию».

## Карьера в сборной
В 2011 году в составе юношеской сборной Чехии Чермак принял участие в юношеском чемпионате мира в Мексике. На турнире он сыграл в матчах против США, Новой Зеландии и Узбекистана.
Накануне молодёжного чемпионата Европы в Польше, Чермак в состоянии алкогольного опьянения попал в аварию, в которой сломал три ребра. В результате он был вынужден пропустить турнир.

## Достижения
Командные
 Млада-Болеслав
- Обладатель Кубка Чехии: 2015/16

 Виктория Пльзень
- Чемпион Чехии (2): 2017/18, 2017/18